# Simon Karsten

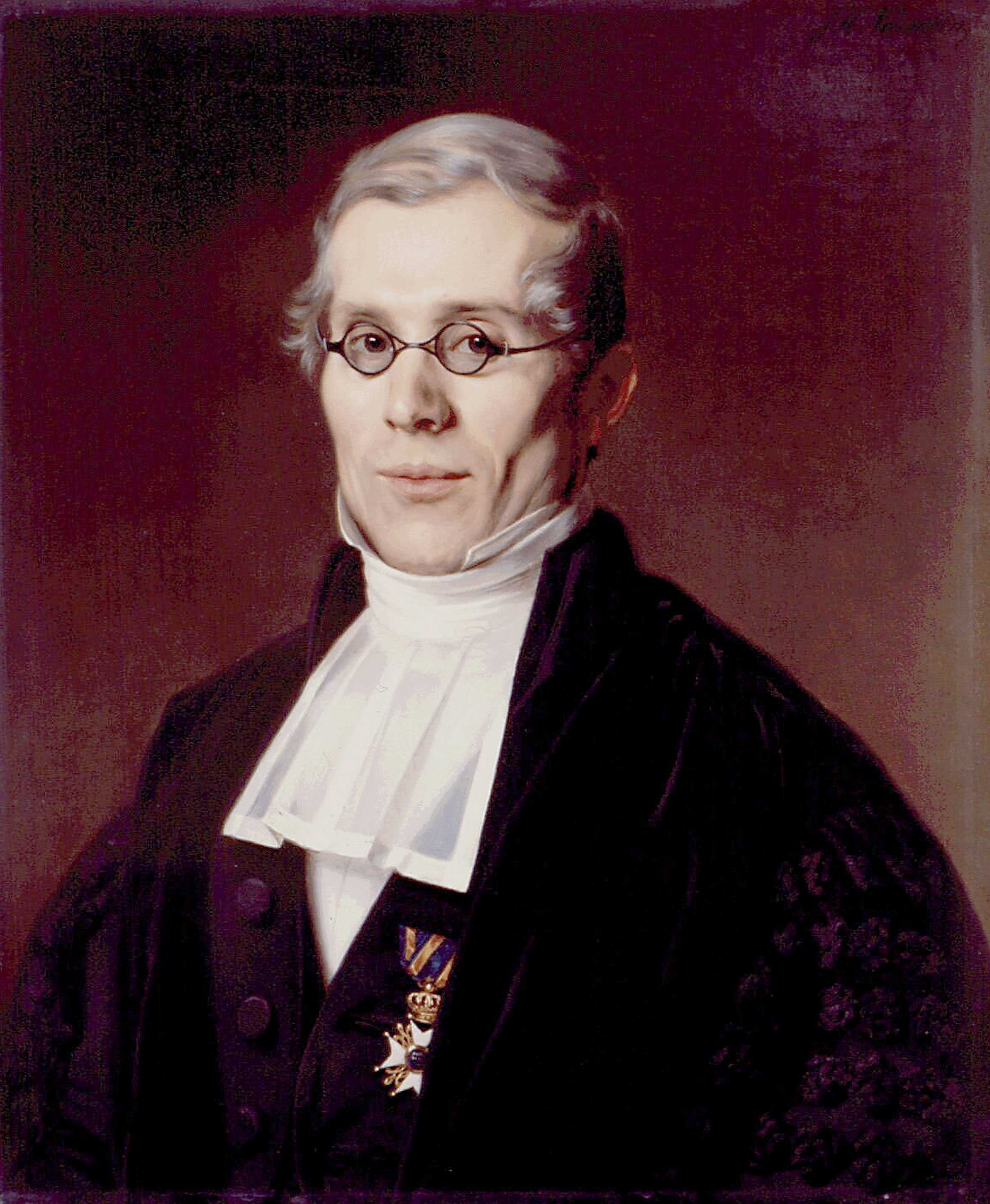
Simon Karsten

Simon Karsten (* 13. Juni 1802 in Utrecht; † 7. Mai 1864 ebenda) war ein niederländischer klassischer Philologe.

## Leben
Der Sohn des Konrektors an der Utrechter Hieronymusschule Hermanus Karsten (* September 1762 in Enkhuizen; † 3. Juli 1851 in Utrecht) und der Thresia Margaretha Corton (get. 24. Dezember 1776 in Middelburg; † 16. November 1834 in Amersfoort), erhielt von seinem Vater und dem Rektor S. Nijhoff seine Ausbildung. Bereits im Alter von sechzehn Jahren immatrikulierte man ihn an der Universität Utrecht. Hier besuchte er Vorlesungen bei Johannes Friedrich Ludwig Schröder, Antonie van Goudoever und Philipp Wilhelm van Heusde. Am 24. Januar 1825 erwarb er mit der Abhandlung Specimen literarium quo continentur tria Pindari Carmina: Olympiorum II. et VI. Pythiorum I die philosophische Doktorwürde der Literatur und wurde anschließend Lehrer in Utrecht. Im Oktober 1826 ging er nach Brüssel, wo er am dortigen Gymnasium eine Professur für klassische Literatur und Rhetorik erhielt. 
Die Belgische Revolution nötigte ihn 1830 wieder eine Lehrerstelle an der Lateinschule in Utrecht zu besetzen, welche er 1832 gegen eine Lehrerstelle am Utrechter Gymnasium eintauschte und im Sommer 1833 als Rektor der Lateinschule nach Amersfoort ging. 
Am 4. Januar 1840 erhielt er eine Berufung zum Professor für Literatur der Utrechter Hochschule, welche Aufgabe er am 7. Mai 1840 mit der Antrittsrede De litteris humanicribus cum philosophia capulandis übernahm. Seine Vorlesungen umfassten Griechisch, Pädagogik, griechische Antiquitäten, ältere Geschichte und alte Philosophie. Zudem beteiligte er sich an den organisatorischen Aufgabe der Hochschule und war 1846–1847 Rektor der Alma Mater, welche Aufgabe er mit der Rede de cautione adhibenda in veritalis indagatione niederlegte. 1837 wurde er Mitglied der königlich niederländischen Akademie der Wissenschaften, 1849 Mitglied der Gesellschaft der niederländischen Literatur in Leiden und er war Ritter des Ordens vom niederländischen Löwen.

## Familie
Karsten verheiratete sich am 14. November 1833 in Amsterdam mit Barbara Maria Schade van Westrum (* 21. September 1804 in Amsterdam; † 16. Juni 1866 in Utrecht), die Tochter des Ernst Schade van Westrum und der Regina Maria Heijligers. Aus der Ehe stammen zehn Kinder. Von diesen kennt man: 
- Theresia Margaretha Karsten (* 31. Oktober 1834 in Amersfoort; † 26. September 1920 in Utrecht) verh. 14. Juni 1866 mit Willem Koster (* 24. Oktober 1834 in Boskoop;  † 7. Juli 1907 in Utrecht)
- Ernestus Hermanus Karsten (* 12. Februar 1836 in Amersfoort) Vizepräsident am Gerichtshof in Arnhem verh. 18. Juni 1863 in Schiedam mit Maria Jacoba Adriana Heylinger (* 1. Juli 1835 in Schiedam)
- Anna Maria Regine Karsten (* 2. Februar 1837 in Amersfoort) verh. am 9. September 1875 in Utrecht mit Anthonie Clarus Johannes van Eelde (* 30. September 1828 in Utrecht; † 15. August 1902 in Utrecht)
- Maria Catharina Karsten (* 13. April 1838 in Amersfoort; † 14. Januar 1910 in Utrecht)
- Hermanus Thomas Karsten (* 9. Mai 1839 in Amersfoort)
- Christina Barbara Karsten (* 17. Juni 1840 in Utrecht; † 28. August 1911 ebenda) verh. 13. Juni 1878 in Utrecht mit Dr. med. Anthonij Pieter van Mansvelt (* 10. Mai 1838 in ’s-Gravenhage; † 1905)
- Wilhelmus Johannes Karsten (* 10. Juni 1842 in Utrecht) Ratsherr in Den Haag, verh. am 11. November 1880 mit Bertha Amalia Miquel (* 16. Mai 1843 in Rotterdam)
- Regina Maria Karsten (17. Oktober 1843 in Utrecht)
- Barbara Jacoba Karsten (* 20. November 1844 in Utrecht; † 14. Oktober 1881 in Leeuwarden) verh. 22. Juli 1873 in Doorn mit Dr. Daniel Hermannus Waubert de Puiseau (* 18. April 1837 in Sneek; † 27. September 1914 Gonsenheim bei Mainz)
- Simon Karsten (* 15. Juli 1848 in Utrecht)

## Werke (Auswahl)
- ΝΙΝΔΑΡΟΥ ΕΠΙΝΙΚΙΩΝ ΤΡΙΑ. Pindari carmina tria Olympiorum II. & VI. Pythiorum I. Utrecht 1825 (Online)
- Xenophanis Colophonii Carminum reliquiae. Brüssel 1830 (Online)
- Philosophorum Graecorum Veterum praesertim qui ante platonem Floruerunt operum Reliquiae. Brüssel 1830 (Online), Amsterdam 1838 (Online)
- Parmenidis Eleatae Carmis Reliquiae. Amsterdam 1835 (Online)
- Oratio de antiquarum literarum doctrina cum philosophia conjungenda. Amsterdam 1840 (Online)
- De Tetralogia Tragica et Didascalia Sophoclea. Amsterdam 1846 (Online)
- Oratio de cautione adhibenda in veritatis indagatione. Utrecht 1847 (Online)
- Introductio in historiam universalem, praecipue antiquarum gentium scholis Academicis Accommodata. Utrecht 1849 (Online)
- De historiæ Romanæ antiquissimæ indole et auctoritate, deque primis Romae regibus. Utrecht 1849 (Online)
- Aeschyli Agamemnon. Utrecht 1855 (Online)
- Over het epitaphium voorkomende bij Demosthenes De corona. Amsterdam 1858 (Online)
- Cicero pro Roscio Amerino. Utrecht 1861 (Online)
- Quintus Horatius Flaccus. Ein Blick auf sein Leben, seine Studien und Dichtungen. Leipzig & Heidelberg 1863 (Online)
- ΣΙΜΠΛΙΚΙΟΥ ΕΙΣ ΤΑ ΑΡΙΣΤΟΤΕΛΟΥΣ ΠΕΡΙ ΟΥΡΑΝΟΥ ΥΠΟΜΝΗΜΑ. Simplicii Commentarius in IV Libros Aristotelis de Caelo. Utrecht 1865 (Online)